# シャルロット＝アグラエ・ドルレアン

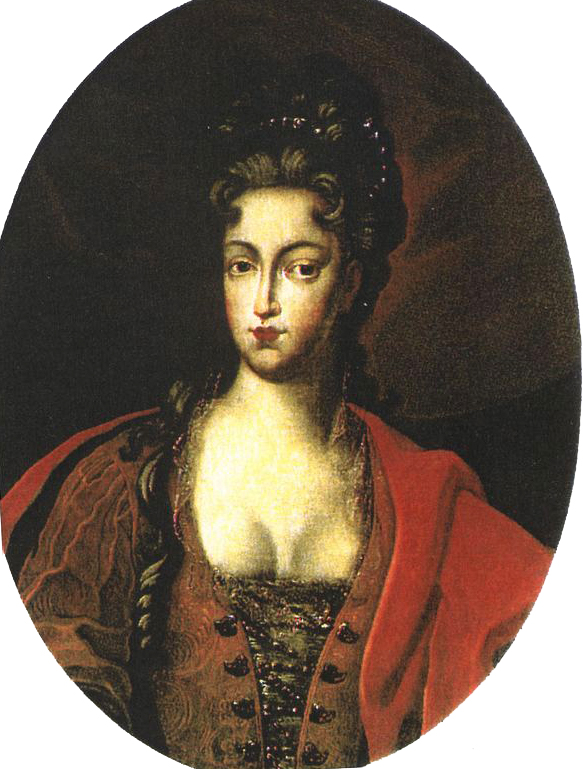
カルロッタ・アグラエ

シャルロット＝アグラエ・ドルレアン（Charlotte-Aglaé d'Orléans, 1700年10月20日 - 1761年1月19日）は、モデナ公フランチェスコ3世・デステの妃。イタリア語名はカルロッタ・アグラエ・ドルレアンス（Carlotta Aglae d'Orléans）。フランス宮廷ではマドモワゼル・ド・ヴァロワ（Mademoiselle de Valois, ヴァロワ令嬢）と呼ばれた。

## 生涯
オルレアン公フィリップ2世と妃フランソワーズ・マリー・ド・ブルボン（ルイ14世とモンテスパン夫人の子）の四女として、パリで生まれた。妹にスペイン王ルイス1世妃ルイーズ・エリザベートがいる。特別な美女というわけでなかったが、父に最も可愛がられた。
1718年頃、リシュリュー公ルイ・フランソワ・アルマン・ド・ヴィニュロー・デュ・プレシ（リシュリュー枢機卿の大甥の子）と恋仲になるが、当時摂政となっていた父の怒りを買い投獄された。シャルロットは彼に幾度か面会に行き、父には彼に結婚を諦めさせた上で放免してくれと頼んだ。この一件で、サルデーニャ王との縁組は壊れてしまった。摂政はイングランドとの同盟だけでなく、モデナとの同盟のため、娘に巨額の持参金をつけてモデナ公リナルド3世・デステの跡継ぎフランチェスコと結婚させた。2人には9子が生まれた。
- アルフォンソ（1723年 - 1725年）
- フランチェスコ（1724年 - 1725年）
- マリーア・テレーザ・フェリーチタ（1726年 - 1754年） - パンティエーヴル公ルイ・ジャン・マリー・ド・ブルボンの妃
- エルコレ・リナルド（1727年 - 1803年） - モデナ公エルコレ3世・デステ
- マティルデ（1729年 - 1803年）
- ベアトリーチェ（1731年 - 1736年）
- マリーア・フォルチュナータ（1734年 - 1803年） - コンティ公ルイ・フランソワ2世の妃
- ベネデット・フィリッポ（1736年 - 1751年）
- マリーア・エリザベッタ（1741年 - 1774年）

その後、モデナにいるカルロッタの元へ、商人に変装したリシュリュー公が、カルロッタとフランチェスコを別れさせようとあらゆる手を尽くしてやってきた。このことがルイ15世に知れ、帰国した公は宮廷で冷遇され、パリから遠く離れて生活するよう強いられた。
1761年、カルロッタはリュクサンブール宮殿で死んだ。